# Sd.Kfz. 6
Das Sd.Kfz. 6 (Sonder-Kraftfahrzeug 6 – mittlerer Zugkraftwagen 5 t) war ein Halbkettenfahrzeug der deutschen Wehrmacht.

## Entwicklung
Im Rahmen der Wiederaufrüstung nach dem Ersten Weltkrieg beauftragte die Abteilung Wa Prüf 6 unter der Leitung des Ingenieurs Kniepkamp das Unternehmen Krauss-Maffei mit der Entwicklung eines "leichten geländegängigen Zugkraftwagens". Dies führte zur Fertigung eines Prototyps KM l 4 im Jahre 1934.

## Produktion
Kurz darauf wurde die Verantwortlichkeit der Entwicklung dieser Fahrzeugklasse an Büssing-NAG übertragen und eine Kleinserie von 8 Fahrzeugen mit der Bezeichnung BN l 4 wurde produziert. In den Folgejahren wurde auch Daimler-Benz in die Lizenzfertigung einbezogen. So wurden über die nächsten Jahre auch noch die Typen BN l 5 (184 St.), BN l 7 (281 St.), BN l 8 (464 St.), BN 9 (617 St.), BN 9 V (2 St.), BN 9b (1.167 St.) bei Büssing-NAG, BN 9b (300 St.) bei BMM, BN 11 V (1 St.), DB l 5 (313 St.), DB l 7 (228 St.) und DB l 8 (272 St.) gefertigt. Die Fertigung endete im November 1943.
In den Jahren vor dem Zweiten Weltkrieg wurden die Produktionszahlen der einzelnen Typen unzureichend dokumentiert. Nur die jeweiligen Bestandsmeldungen des Heeres geben Auskunft, in welchem Tempo diese Fahrzeuge an die Wehrmacht ausgeliefert wurden. Wichtig ist sicherlich, dass am 1. Sep. 1939 1.506 Fahrzeuge beim Heer und 68 Fahrzeuge bei der Luftwaffe gemeldet waren.

## Einsatz
Bei der Entwicklung war die Verwendung der Sd.Kfz. 6 in den Pionier- und Artillerieverbänden des Heeres geplant. Typischerweise sollte das Fahrzeug in den Brücken-Kolonnen und bei der Divisionsartillerie zum Einsatz kommen. Typische Anhängelasten für diese Fahrzeuge waren bei den Pionieren die Pontons auf Pf. 10 oder Pf. 11 und die leichten Pontons auf Pf. 14 und 15, sowie bei der Artillerie die 10,5cm le.FH 18. Die Aufbauten für diese unterschiedlichen Aufgaben waren unterschiedlich, da bei den Pionieren die Mannschaften größer waren und bei der Artillerie üblicherweise Bereitschaftsmunition mitgeführt wurde. Das grobe Verhältnis der Fertigung soll bei den Aufbauten bei 1/3 Pionier und 2/3 Artillerie gelegen haben.
Im weiteren Kriegsverlauf wurde das Sd.Kfz. 6 auch als Zugfahrzeug für die 8,8-cm-PaK 43 eingeplant (K.St.N. 1146 der schweren Panzerjäger Kompanien) mit je 12 m.Zgkw 5t.
Nachdem Büssing-NAG die Aufgabe erhalten hatte, einen neuen, einheitlichen Typen zu entwickeln, ersetzte man das Sd.Kfz. 6 ab 1943 durch den neuen schweren Wehrmachtschlepper.

## Technische Daten (BN l 7 / BN l 8 / BN 9)
- Gewicht: 8,8 / 8,5 / 9 t
- Antrieb: Ottomotor Typ Maybach NL 38 TR Spezial / NL 38 TUK / NL 54 TUKRUM (Sechszylinder-Reihenmotor)
- Hubraum: 3,791 / 3,791 / 5,420 Liter
- Leistung: 100 / 100 / 115 PS
- Zuglast: 5 / 5 / 5 t
- Zündung: ein Bosch-BJH 1,4/12 / BJH 1,4/12 / BJH 1,8/12 Magnetzünder
- Vergaser: 1 × Solex JFF 40 II / 1 × Solex JFF 40 II / 2 × Solex JFF 40 II (Doppel-Fallstrom-Geländevergaser mit selbstregelnder Anlassvorrichtung)
- Verbrauch l/100 km: 50 / 60 / 60 (Gelände 90)
- Reichweite: Straße 300 km, Gelände 130 km
- Höchstgeschwindigkeit: 55 km/h[2]

## Besonderheiten
Schon während des Ersten Weltkriegs hatte man sich auf deutscher Seite mit der Fertigung von Halbkettenfahrzeugen befasst. In der Zwischenkriegszeit wurde bei der Firma J.A. Maffei AG ein landwirtschaftlicher Radschlepper, der ZW 10, zur Halbkette umgebaut. Hiervon wurden 24 Stück in einer verbesserten Ausführung MSZ 201 im Jahr 1930 an die Reichswehr ausgeliefert. Gleichzeitig liefen bei der Firma Dürkopp Werke Entwicklungsarbeiten für eine Halbkettenzugmaschine. Die Festlegung der Entwicklung auf mittel- und westeuropäische Straßenverhältnisse forderte von den Fahrzeugen der Reichswehr hohe Geschwindigkeit auf der Straße und gute Zugkraft im Gelände. Doch noch waren keine Kettenlaufwerke entwickelt, die hohe Geschwindigkeiten ermöglichten. Die Entwicklungsarbeit führte zu einem technisch anspruchsvollen System, das bei allen Halbketten, die vor Kriegsbeginn bei der deutschen Armee eingeführt wurde, wiederzufinden ist und nun auf der Straße Geschwindigkeiten von bis ca. 50 km/h ermöglichte. Ein weiteres Problem musste gelöst werden - die schnelle Straßenfahrt verursachte bei reinen Kettenfahrzeugen Lenkprobleme, deshalb hatte man sich für das Konzept der Halbkette entschieden. Die Lenktechnik wurde soweit weiterentwickelt, dass ab einem gewissen Einschlag in eine Richtung automatisch die Kette auf der innenliegenden Seite der Kurve gebremst wurde (Kettenlenkung).
Die frühen Zugmaschinen der Wehrmacht waren im Gegensatz zu den Schützenpanzerwagen Sd.Kfz. 250/251 ungepanzert.

## Varianten
- Sd.Kfz. 6: Zugkraftwagen 5 t mit Pionier-Aufbau
- Sd.Kfz. 6/1: Zugkraftwagen 5 t mit Artillerie-Aufbau
- Sd.Kfz. 6/2: Selbstfahrlafette 3,7-cm-FlaK 36 auf Fahrgestell Zugkraftwagen 5 t
- Sd.Kfz. 6/3: Selbstfahrlafette 7,62-cm-FK 296 (russisch) auf Fahrgestell Zugkraftwagen 5 t

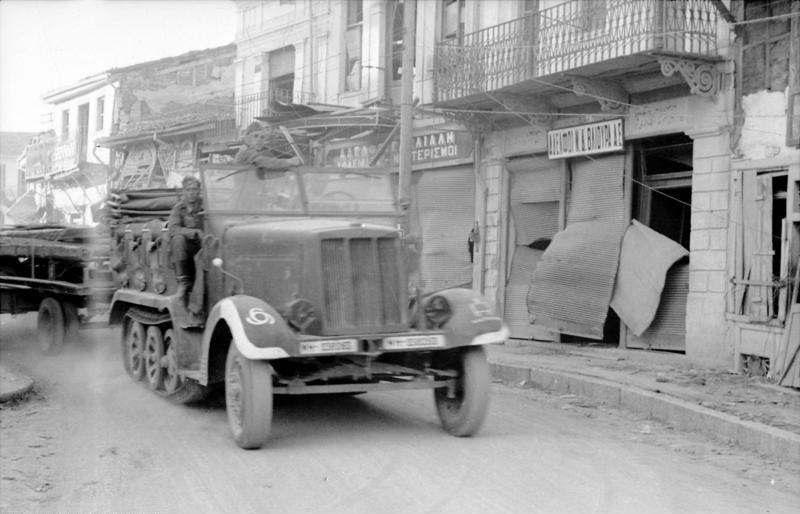
Sd.Kfz. 6 in Griechenland
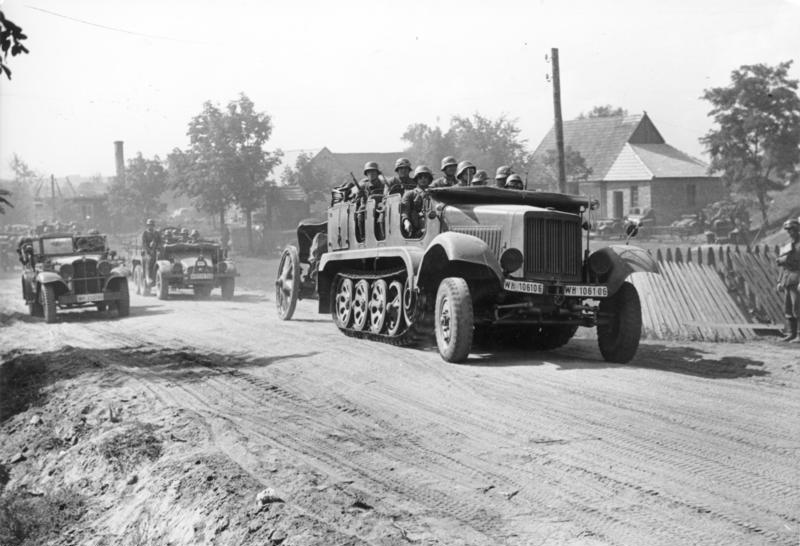
Sd.Kfz. 6/1 mit 10,5-cm-lFH 18 in Polen
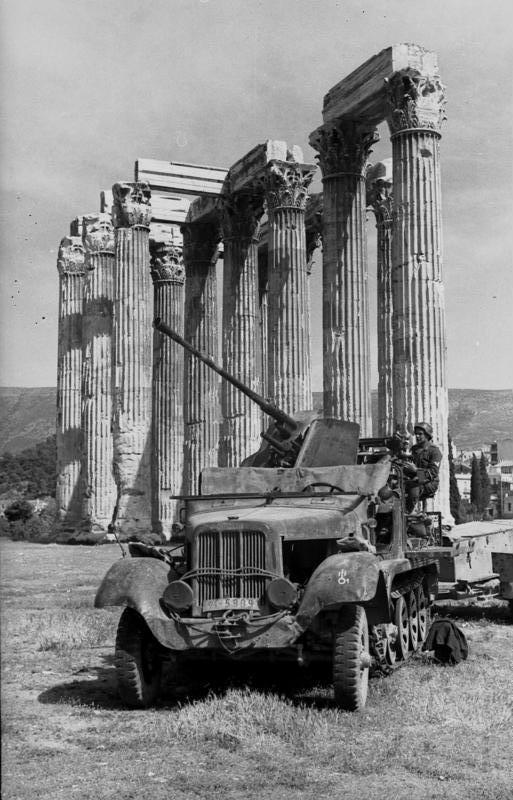
Sd.Kfz. 6/2 in Griechenland
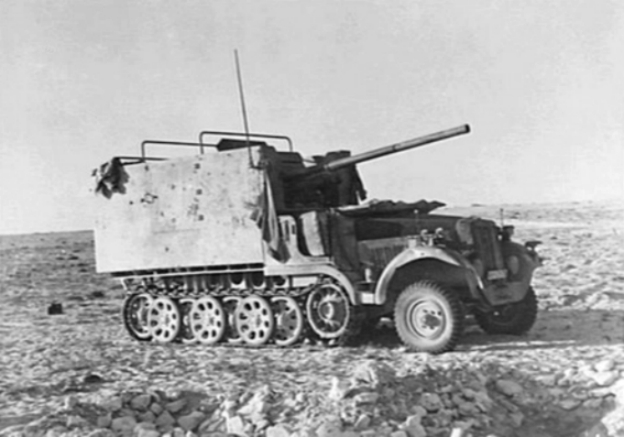
Erbeutetes Sd.Kfz. 6/3 bei El Alamein, Nordafrika 1942
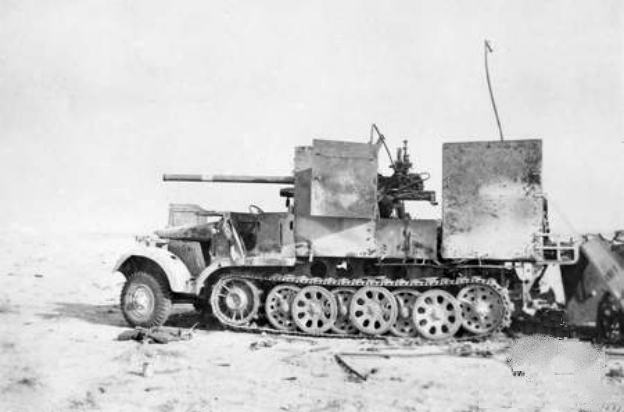
Erbeutetes Sd.Kfz. 6/3 bei El Alamein, Nordafrika 1942